# Договір Голкрофта
Договір Голкрофта (англ. The Holcroft Covenant) — британський фільм 1985 року.

## Сюжет
Ноель Голкрофт працює в Нью-Йорку архітектором. Одного разу в Женеві він зустрічається з шановним банкіром, який розповідає йому, що Ноель призначений керуючим трастового фонду з внеском в 4,5 мільярда доларів, покликаним компенсувати збиток, заподіяні нацистами під час Другої світової війни. Батько Голкрофта, що покінчив життя самогубством в 1945 році, був головним фінансовим радником Гітлера. Зрозумівши, що війна програна, він уклав договір з двома своїми колегами-офіцерами, і перевів всі капіталовкладення Німеччини на секретний рахунок у швейцарському банку. Він поставив умову, що Ноель Голкрофт знайде синів тих двох офіцерів-товаришів свого батька, щоб усі разом вони змогли активувати фонд і виконати його останню волю. Але військові злочинці-керівники третього рейху, що залишилися в живих, і їх послідовники вважають, що ці гроші по праву належать тільки їм.

## У ролях
| Актор                  | Роль                                   |
| ---------------------- | -------------------------------------- |
| Майкл Кейн             | Ноель Голкрофт                         |
| Ентоні Ендрюс          | Йоганн фон Тайболт / Джонатан Теннісон |
| Вікторія Теннант       | Гельда фон Тайболт / Гельда Теннісон   |
| Ліллі Палмер           | Олтен Голкрофт                         |
| Маріо Адорф            | Еріх Кесслер / Юрген Масс              |
| Майкл Лонсдейл         | Ернст Манфреді                         |
| Бернард Хептон         | командир Лейтон                        |
| Річард Мунк            | Оберст                                 |
| Карл Рігг              | Ентоні Бомонт                          |
| Андре Пенверн          | Фредерік Леже                          |
| Енді Бредфорд          | Гартман                                |
| Шейн Ріммер            | лейтенант Майлз                        |
| Александр Керст        | генерал Генріх Клаузен                 |
| Майкл Вольф            | генерал Еріх Кесслер                   |
| Уго Бауер              | генерал Вільгельм фон Тайболт          |
| Майкл Бальфур          | Hard Hat                               |
| Таріта Олівера Де Сера | вбивця                                 |
| Гунтберт Варнс         | Фрітцл                                 |
| Пол Хамполец           | охоронець Оберста                      |
| Том Дайнінгер          | консьєрж                               |
| Кейт Едвардс           | поліцейський                           |
| Андреа Браун           | оператора комутатора                   |
| Шеллі Томпсон          | виконавчий секретар                    |
| Єва Адам               | секретар Манфреді                      |
| Йорг Тріс              | директор карнавалу                     |
| Тім Кондрен            | рятувальник                            |